# ساوتورث و هاوز
ساوتورث و هاوز (انگلیسی: Southworth & Hawes) اولین استودیوی عکاسی در بوستون در سال‌های ۱۸۴۳-۱۸۶۳ بود. شرکای آن، آلبرت ساندز ساوثورث (۱۸۱۱-۱۸۹۴) و جوزایا جاسون هاوز (۱۸۰۸-۱۹۰۱) بود. آنها به عنوان اولین استادان بزرگ عکاس آمریکایی مورد ستایش قرار گرفته‌اند که کارشان پرتره‌های عکاسی را به سطح هنرهای زیبا ارتقا داد. آثار عکاسی آنها در هر کتاب و مجموعه اصلی عکاسی اولیه آمریکا برجسته است.
ساوتورث و هاوز تقریباً به طور انحصاری در فرآیند داگرئوتیپ کار کرد.

## تاریخچه

### پرتره‌های شخصی و عمومی
در طول ۲۰ سال همکاری خود، ساوتورث و هاوز به جامعه بوستون و افراد مشهور خدمات ارائه می‌دادند.

### مستندسازی بیهوشی جراحی
در غروب ۳۰ سپتامبر ۱۸۴۶، آقای ایبن فراست، که از درد دندان شدید رنج می‌برد، با دکتر ویلیام توماس گرین مورتون، دندانپزشک در شماره ۱۹ ترمونت رو، بوستون تماس گرفت. دکتر مورتون اکسید نیتروژن تجویز کرد و دندان را کشید. با درک اهمیت تاریخی معرفی اتریزاسیون در یک محیط بیمارستانی، شرکت عکاسی ساوتورث و هاوز مأمور شد تا چندین عمل جراحی اتر را پس از عمل ابوت عکاسی و ضبط کند. گفته می‌شود که هاوز از دیدن خون بیمار شد و نتوانست اولین جلسه عکس برنامه‌ریزی شده را کامل کند. او موفق شد از سه عمل جراحی عکاسی کند.

## نگارخانه

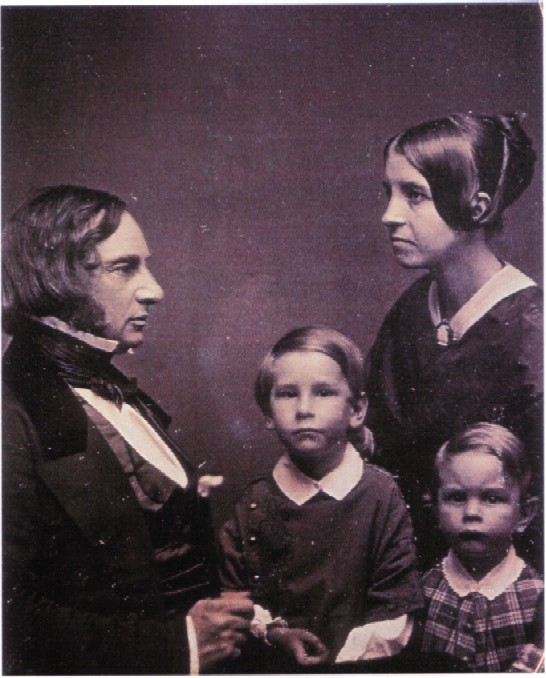
خانواده لانگ فلو، ۱۸۹۴
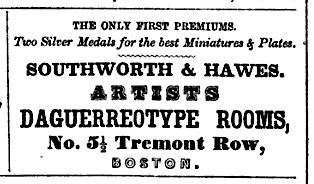
آگهی، فهرست ۱۸۴۹ بوستون
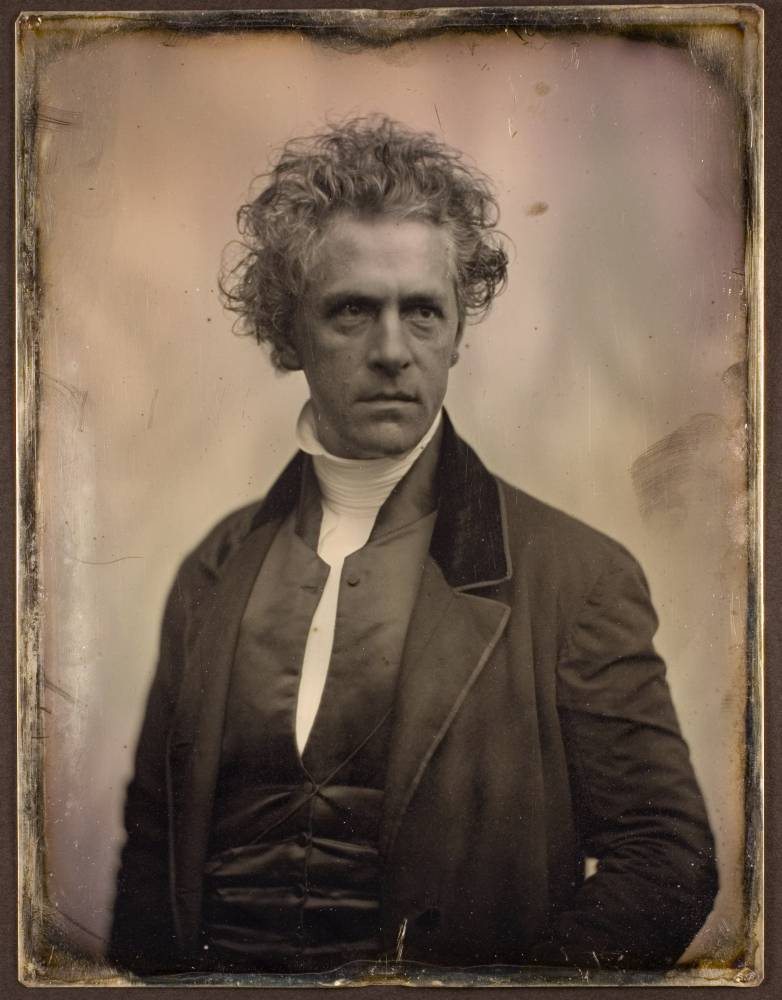
رولین هبر نیل، حدود ۱۸۵۰
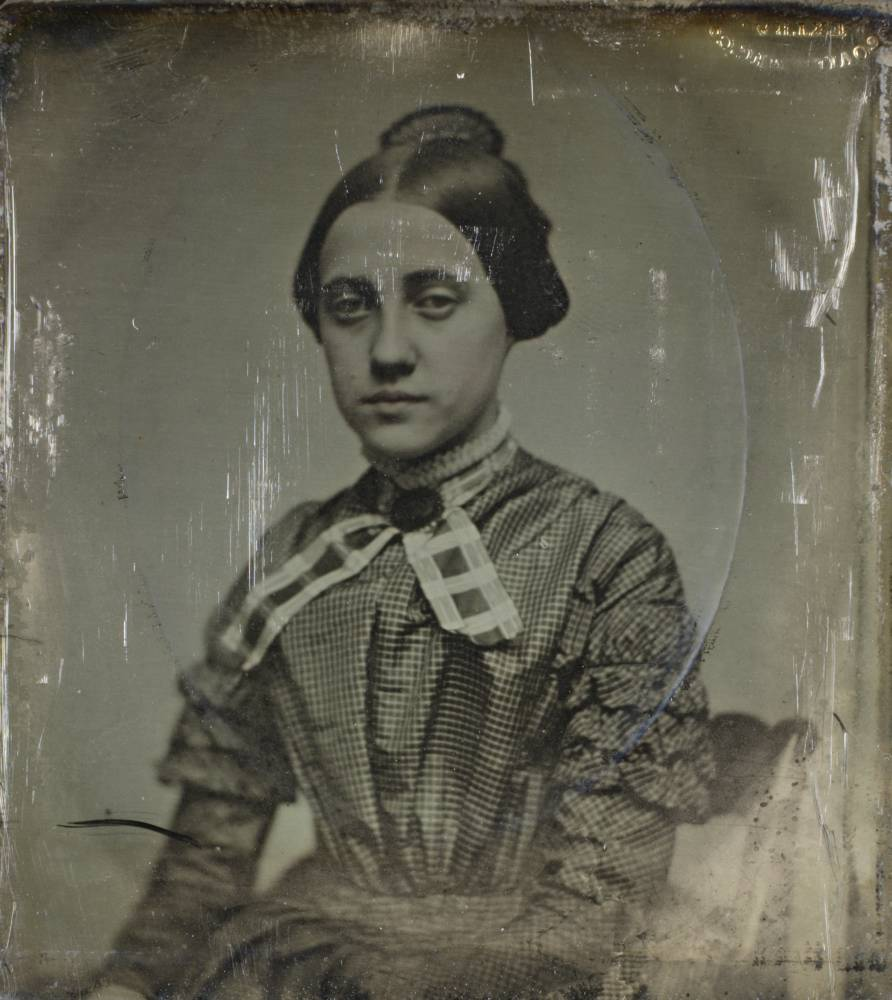
زن ناشناس، حدود ۱۸۵۲
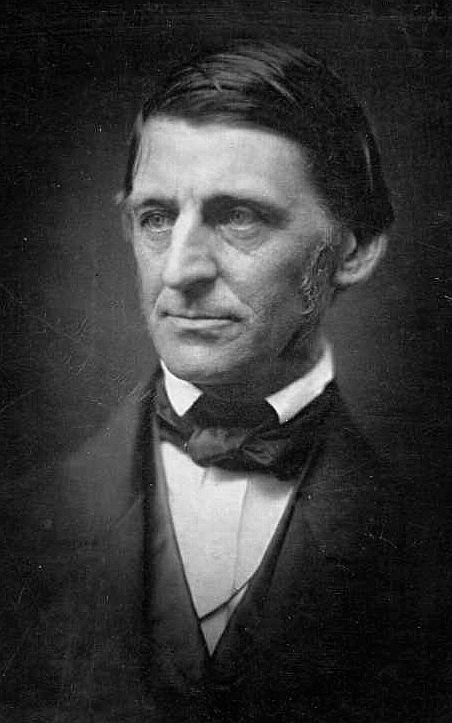
رالف والدو امرسون، ۱۸۵۷
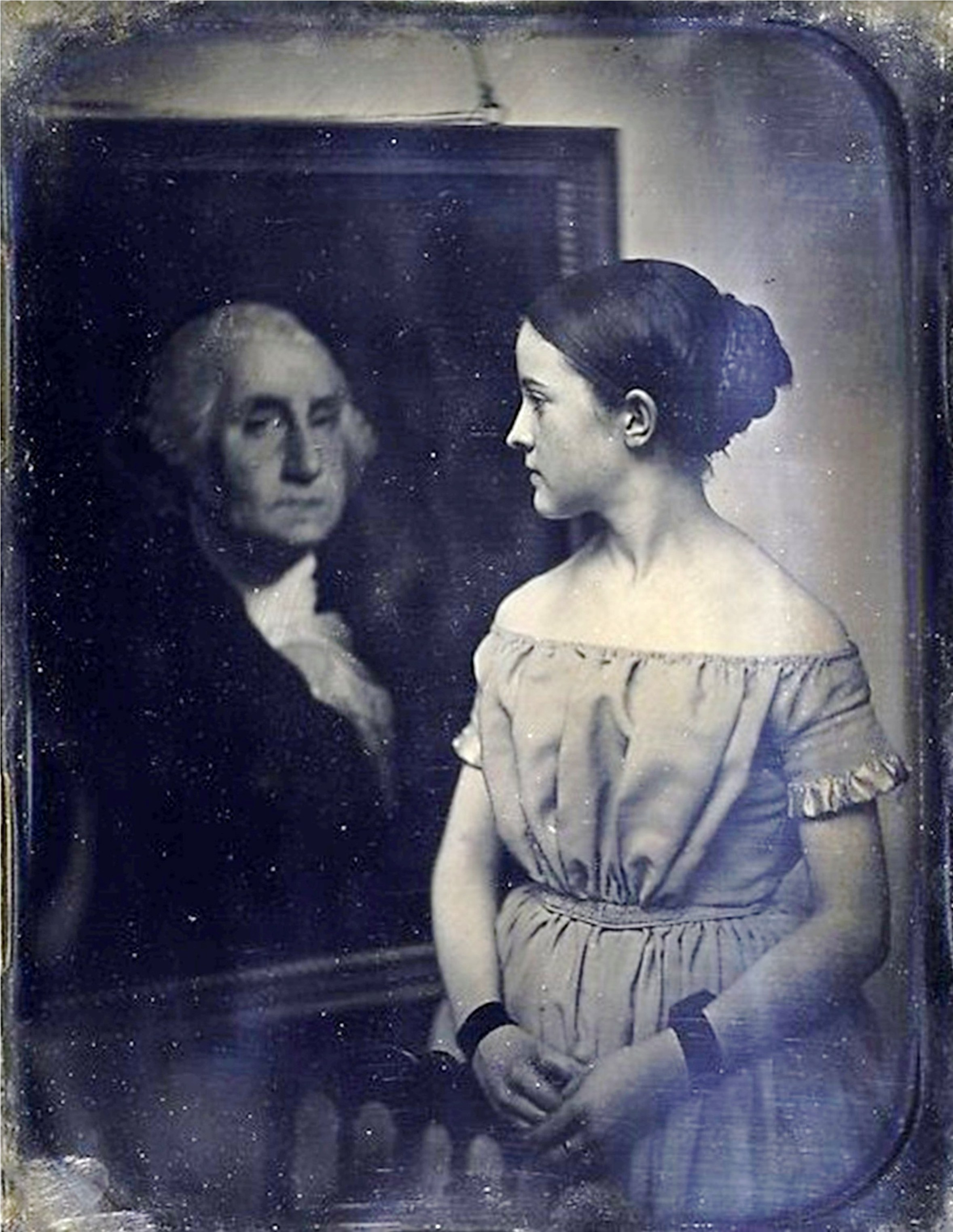
دختر جوان با پرتره جورج واشنگتن، حدود ۱۸۵۰